# Xenofrea senecauxi
Xenofrea senecauxi là một loài bọ cánh cứng trong họ Cerambycidae.